# ピュロス戦争
ピュロス戦争（ピュロスせんそう、紀元前280年 - 紀元前275年）は、エペイロス王ピュロスが共和政ローマ、カルタゴ相手に行った戦争である。ピュロスはイタリア南部のマグナ・グラエキア（ギリシア人植民都市）のターレス（現在のターラント、ラテン語名はタレントゥム）からローマとの戦争の支援を依頼され、これに応えたものである。
ピュロスは優れた軍事指揮官であり、戦象（これまでローマは見たことがなかった）を有する強力な軍隊を有していた。ピュロスは戦争初期にローマ軍団に勝利したが、自軍の損害も大きかった。プルタルコスは、ピュロスが二度目の戦闘に勝利した後に「もう一度ローマ軍に勝利したら、我々は壊滅するだろう」と述べたと記述している。彼は本国から増援軍を呼ぶことは出来ず、イタリア半島の同盟都市は無関心になっていた。他方ローマは多くの人的資源を有しており、その軍団が壊滅したとしても、新たな軍団を編成することができた。このことから「ピュロスの勝利」、即ち「損害が大きく、得るものが少ない勝利」、つまり「割に合わない」という意味の慣用句が生まれた。
ピュロスはローマとの戦いに疲れ果て、その軍をシケリア（現在のシチリア）に移動させ、カルタゴとの戦いを開始した。そこでしばらく作戦を実施した（紀元前278年 - 紀元前275年）後、ピュロスはイタリアに戻り、ローマとの最後の戦いに臨んだが敗北した。その後ピュロスはエペイロスに戻り、戦争は終結した。3年後の紀元前272年に、ローマはターレスを奪取した。
ピュロス戦争は、ローマがヘレニズム国家のプロの傭兵部隊と戦った最初の経験であった。ローマの勝利はヘレニズム国家に新興国ローマの勃興を意識させた。エジプト王プトレマイオス2世はローマとの外交関係を締結した。この戦争の勝利により、ローマはイタリア南部の覇権を確立した。

## 背景

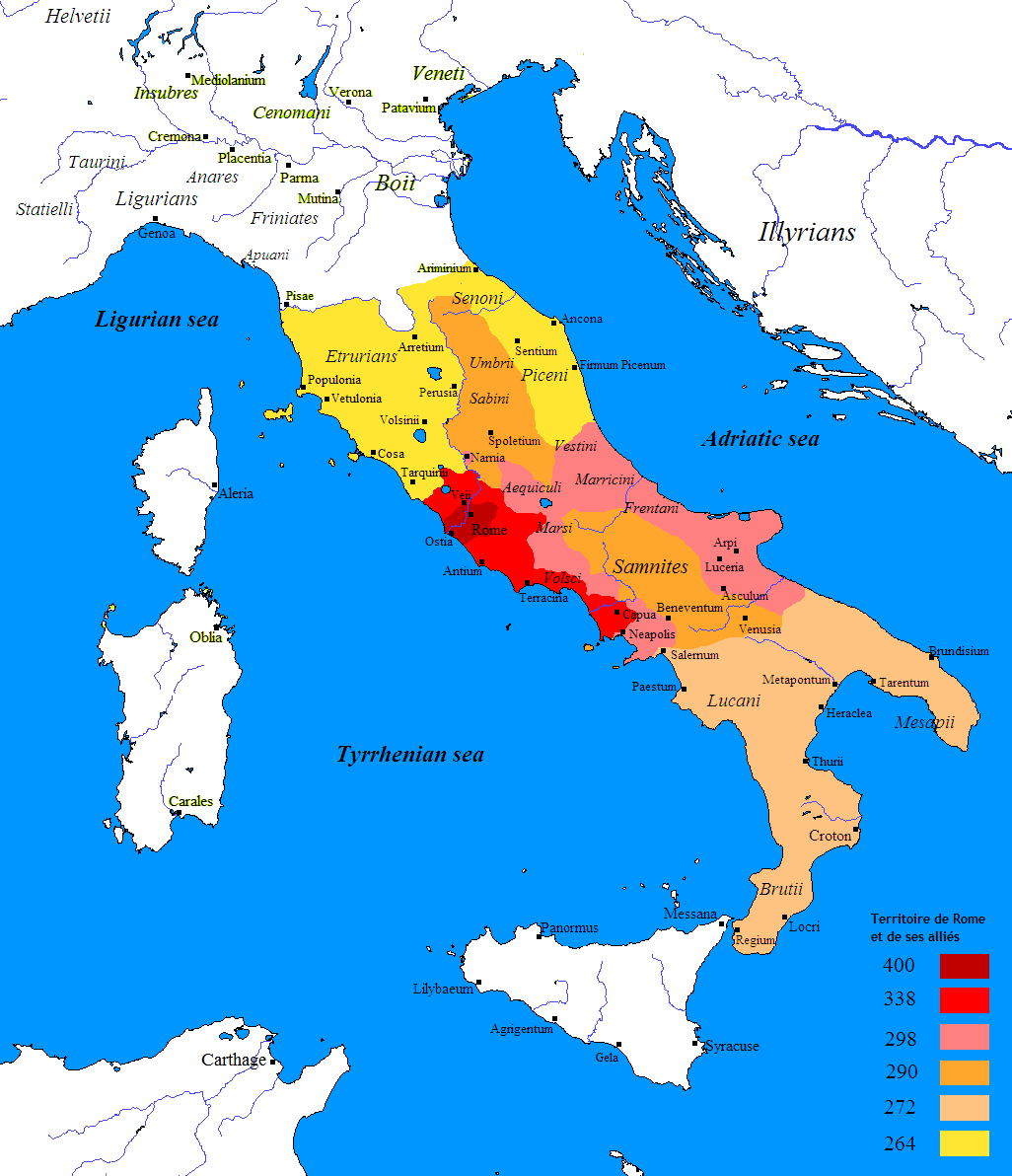
ピュロス戦争前後のローマの勢力拡大図。紀元前400年-紀元前264年

紀元前290年、三次にわたるサムニウム戦争が終了すると、ローマはイタリア中部と南部に覇権を広げ、さらにイタリック人都市との同盟が、中部イタリアでのローマの地位を強固にしていた。ローマの勢力圏の南部には、紀元前6世紀からギリシア人が建設した植民都市があり、その範囲はカラブリアからルカニア、さらにシケリアに広がっていた（マグナ・グラエキア）。イタリア半島ではターレスが最大のギリシア植民都市であった。紀元前282年、ターレスは沿岸を航行するローマ船を攻撃し、何隻かを撃沈して乗員を捕虜にした。その結果として、ローマはターレスに宣戦を布告した。
宣戦布告に至るまでの経緯にはいくつかの説がある。アッピアノス（2世紀の歴史家）、カッシウス・ディオ（2世紀末から3世紀初めの歴史家・政治家）、ヨハネス・ゾナラス（12世紀の歴史家）は、ターレスに戦争の責任があるとしている。ハリカルナッソスのディオニュシオス（紀元前1世紀末から1世紀初めの歴史家）の『ローマ古代誌』ではこの部分は散逸しており、プルタルコスは何も述べていない。
アッピアノスの『ローマ史』では、紀元前282年にターラント湾の北東、ターレスの近くを、10隻のローマ船が航行していた。この船団には前年の執政官（コンスル）プブリウス・コルネリウス・ドラベッラが乗船しており、その目的は観光であった。ターレスでは一人の扇動家が市民に対して、ローマとの古い条約によってローマ船はクロトン（現在のクロトーネ）近くのラキニウム岬を越えてはいけないことになっていることを思い出させていた。彼はローマ船を攻撃するように市民を説得し、結果4隻が撃沈され、1隻は全ての積荷と共に鹵獲された。アッピアノスはドラペッラが多数の船を率いて観光旅行をしていたかの理由は説明していない。
他方カッシウス・ディオとゾナラスは、ローマとターレスの条約には言及していない。ゾナラスの『歴史梗概』の該当部分はカッシウス・ディオの説を下敷きにしているが、ターレスは当時ローマと敵対していたエトルリア、ガリア、サムニウムとの交流があったとしている。しかし、ターレス自身はローマとは戦争を行っていない。ゾナラスによるとルキウス・ウァレリウス「提督」が任地に赴くために航海していたが、ターレスは友好都市であると考えて、そこに停泊しようとした。しかし、それまでのローマとの関係から、ターレスはルキウス・ウァレリウスが彼らを攻撃してくると考えた。ルキウス・ウァレリウスはターレスが敵対行動をとるとは予想しておらず、何隻かは撃沈され、また何隻かは乗員と共に拿捕された。ゾナラスはルキウス・ウァレリウスがどこに向かっていたのか、また何故ターレスに停泊しようとしたかに関しては述べていない。
カッシウス・ティオの『ローマ史』（全80巻のうち最初の36巻は散逸）のこの部分の記述は断片しか残されていないが、ルキウス・ウァレリウスは、何らかの任務のために派遣されていた。丁度そのとき、ターレスはディオニューシア祭の最中であり、市民はワインで酔っ払っていた。ルキウス・ウァレリウスの船団が向かってくるのを見ると、「敵意を示さず、敵対的な行動を予想していない」ローマ船団に向かって、自身の海軍を出撃させて攻撃した。ローマは激怒したが、「直ちに軍を派遣することはせず、使節を派遣して事件の解決を試みたが、この行動がターレスをさらに傲慢にさせた」。ターレスはローマ使節の提案を受け入れず、彼らを侮辱した。結果ローマは宣戦を布告した。
カッシウス・ディオの別の断片では、ローマはターレスが戦争の準備を開始したことを察知し、執政官ガイウス・ファブリキウス・ルスキヌスをローマ同盟都市に派遣し、同盟都市の反乱を防ごうとした。しかし、「これらの人々」はガイウス・ファブリキウスの一行を逮捕し、エトルリア、ウンブリア、ガリアへと送った。このため、いくつかの都市はローマから離反した。カッシウス・ディオはまた、ターレスはすでに戦争を開始していたが、ローマがターレスの行動を知っていたとしても、「現在の困難な状況」では見て見ぬふりをするだろうから安全であると考えた、と記述している。しかし、彼らはさらに傲慢に振舞い、ローマがその意思に反しても戦争を開始するように仕向けた。
カッシウス・ディオの説は不明瞭である。ローマがターレスの戦争準備を知っていたとの説は、ローマの宣戦布告を受けてターレスが戦争準備を開始したという事実から目をそらすものである。ターレスが戦争を開始した後でも、ローマがこれを知らないふりをするであろうから安全であると感じていた、という記述もまた不明瞭である。ローマは彼らの船団が攻撃された直後に使節を派遣しており、使節が侮辱された後に宣戦布告している。カッシウス・ディオはローマの「困難な状況」が何であるかを述べていない。使節を侮辱するというターレスの行為は愚かであった。この断片では戦争を開始したのはターレスであると述べているが、事実はそうではない。戦争の原因を作ったのはターレスであるが、自ら戦争を開始したのではない。この主張は、ターレスの戦争責任を重くするためのものであろう。 ガイウス・ファブリキウスが同盟都市に派遣されたのは、ローマ船団が攻撃されたのと同じ年であり、おそらくは攻撃の後であろう。ティトゥス・リウィウスの『ローマ建国史』には、この年にイタリック人の反乱が続いたことが記されている。サムニウムも反乱していた。数人の司令官が軍を率い、サムニウムの他、ルカニア、ブルッティア、エトルリアと戦い勝利している。おそらくこの反乱は、ローマとターレスの緊張によって促されたものであろう。
アッピアノスはギリシア植民都市であるトゥリオイ（en、現在のカラブリア州東岸）が同じ民族であるターレスではなくローマに親近感を有していたことを、ターレスが非難していたと記している。ローマが条約で定められた境界線を越えてきたとき、ターレスはトゥリオイ市民を拘束した。さらにその貴族たちを追放し、都市を略奪し、条約によって駐屯していたローマ兵を追い出した。リウィウスによると、ローマがルカニアと戦っている際に、ローマはルカニアと対立するトゥリオイを支援することにしたと言う。この時期は正確には分からないが、おそらく紀元前286年あるいは紀元前285年のことと思われる。この出来事の詳細に関しては不明である。トゥリオイの支援を決定した護民官ガイウス・アエリウス・パエトゥスは、その功績が讃えられフォルム・ロマヌムにその像が建てられた。ハリカルナッソスのディオニュシオスは紀元前282年に執政官ガイウス・ファブリキウス・ルスキヌスがサムニウム、ルカニア、ブルティウムに勝利し、ターレスが支配するトゥリオイを包囲したと記している。
現代の歴史家は、ローマ船団をターレスが攻撃したことを説明するために、アッピアヌスが言及する条約の違反と、トゥリオイ包囲を喚起する傾向がある。アッピアノスが言う、ローマの司令官は観光をおこなっていたとの信じがたい説は除外されている。ターレスはブルティウムとルカニア地域における最大のギリシア都市であったが、紀元前285年にトゥリオイがローマに支援を求めたころから、その地域に対するローマの影響力の拡大を懸念していた。これはイタリア半島における覇権国家ローマの勃興を認めたものといえる。ターレスがあまり友好的でなかったこともあり、トゥリオイはローマ側についた。これがおそらく、ターレスが条約が定める境界線を越えたとしてトゥリオイを非難し、さらには攻撃してローマの守備兵を追放した理由である。ここで言う条約とは、ターレスを支援してルカニアと戦ったエペイロス王アレクサンドロスI世（en）が紀元前332年にローマと結んだ条約か、あるいは同様の理由でイタリア南部で戦ったスパルタ王クレオニムス（en）が紀元前303年に結んだ条約ではないかと考えられている。また、ローマがトゥリオイの包囲を開始した際に、その兵士あるいは増援部隊が小さな船団で輸送され、この船団がターレス沖に現れたのではないかとの推測もある。
ローマ船が攻撃されたことを知ると、ローマはルキウス・ポストゥミウス・メゲッルスを主席とする使節団を送り、ローマ人捕虜の返還、トゥリオイ住民の帰還と略奪物の返還、犯罪者の処罰を要求した。しかし、使節団はディオニューシア祭の会場に連れて行かれた。そこで使節団は、ギリシア語を話すよう、またちゃんとした衣服をまとうよう（使節団はローマのトーガを着用していた）嘲笑された。ある男にいたっては、メゲッルスの服に排便してこれを汚した。しかしターレスの指導者はこれについても謝罪せず、ローマの提案を拒否した。
ハリカルナッソスのディオニュシオスは、使節たちがローマに戻ると、大きな怒りが湧き上がったと述べている。軍をターレスに派遣するかについての議論がなされた。一部の人々は、ルカニア、ブルティウム、サムニウム、エトルリア人の反乱を制圧するまで待つべきだと主張した。しかし、直ちに軍を派遣すべきとの意見が採用された。アッピアノスは、ルキウス・アエミリウス・バルブラ 、紀元前281年の執政官）が対サムニウム戦を中止してターレスに侵攻するよう命令されたと述べている。ルキウス・アエミリウスは前回の使節と同じ条件を再提示し、ターレスがそれを拒否した場合に戦端を開くよう指示されていた。ゾナラスは、ルキウス・アエミリウスはターレスの講和を期待して、より寛大な条件を提示したとしている。しかし、ターレスの意見は二分された。豊かな高齢者は平和を望み、そうでない若者は戦争を望んだ。戦争派は同盟を求めてピュロスに使節を送った。これを知ったルキウス・アエミリウスは周辺の略奪を行った。ターレスも兵を送ったが撃退された。ルキウス・アエミリウスは、このときの捕虜の内、影響力のあるものを釈放した。これに感銘したターレスでは、和平の気運も出たが、世論は統一されなかった。ローマの友人であったアギスが司令官に選ばれた 。プルタルコスは、高齢者は聡明であり、ピュロスに援助を求める計画に反対であったと記述している。しかし、彼らは戦争派の騒動や暴力に直面し、議会に出席しなかった。プルタルコスはアギスに関しては何も述べていない。

## ターレス、ピュロスに支援を依頼
ハリカルナッソスのディオニュシオスは、ターレスがピュロスの支援を求めることを決定し、それに反対する人々を追放したと書いている。これに先立ち、メトンという一人のターレス市民が、自由でくつろいだターレスの生活様式を象徴するために酔ったふりをして、ピュロスの軍を都市に駐屯させると自由と民主主義に悪影響をもたらすことを警告した。人々はしばらくは彼の言うことを聞いていたが、やがて会議が開催されていた劇場から追い出された。カッシウス・ディオもまた、メトンがローマとの戦争を行わないようにターレス市民の説得を試みたが失敗したこと、その際に彼がピュロスの下では自由が失われると主張したことに触れている。プルタルコスは、メトンの演説は「多くのターレス市民に感銘を与え、議場は大拍手となった」と書いている。しかし、これに反対する人々は、戦わなければ酔っ払いの恥知らずの提言にしたがってローマに降伏することになると考え、メトンを追い出した。その後、ターレスおよび他のマグナ・グラエキアのギリシア都市から、ピュロスに使節を派遣することが可決された。このとき、ピュロスがイタリアに上陸したならば、ターレス、メッサッピア（en）、ルカニア、サムニウムが50,000の歩兵と20,000の騎兵を提供すると約束した。この提案にピュロスは興奮し、イタリア遠征を望んだ。
カッシウス・ディオは「ピュロスは他国がエペイロスとローマの軍事力は拮抗していると見ていたために、自分の軍事力に強い自信をもっていた」と書いている。ピュロスは長年シケリアを欲しており、いかにローマを屈服させるかを考えていたが、彼自身に悪影響がない限り、ローマと戦うつもりはなかった。カッシウス・ディオもプルタルコスも、ピュロスの重臣であったキネアス（en）について記述してる。キネアスはテッサリア出身で、極めて聡明と評されており、デモステネス（アテナイの政治家・弁論家）の弟子であった。ピュロスもまたキネアスを高く評価していた。キネアスはイタリア遠征は愚かであると考えていた。キネアスはピュロスに対して、すでに彼が得たもので満足するように説いたが、ピュロスはこれを聞き入れなかった。
ピュロスはセレウコス朝シリア王アンティオコス1世に遠征資金を、マケドニア王アンティゴノス2世に遠征軍を輸送する艦船を提供してくれるように依頼した。プトレマイオス朝エジプトのプトレマイオス2世は、2年以上の従軍はさせないとの条件付ではあるが、歩兵5,000と騎兵2,000を提供した。その見返りとして、ピュロスが自身の最良の軍を率いてイタリアに遠征している間、プトレマイオスにエペイロスの防衛を依頼した。
ゾナラスは、ピュロスはイタリアに遠征軍を送る口実となるこの幸運な依頼を受けると、ターレスとの条約の中に「疑念を抱かれないよう必要以上の期間イタリアに留まらない」との条項を入れることに固執した、と述べている。この後、ピュロスはターレス使節の大部分を、軍の準備が整うまで拘束した。但し、何人かの使節は、少数の兵を率いて先行したキネアスに同伴させた。これはローマとの交渉を妨害するためであった。キネアスはアギスが将軍に選ばれた直後にターレスに到着したが、その到着はターレス市民を勇気付け、ローマとの再交渉の試みは中止された。アギスは解任され、使節の一人が司令官に選出された。そのしばらく後、ピュロスは腹心の一人であるミロが、追加兵力を率いて到着した。ミロはアクロポリスに司令部を置き、城壁の防衛を引き継いだ。ターレス市民は、この任務から開放されたことを喜び、兵士たちに食料を提供し、ピュロスに軍資金を送った。プルタルコスは、キネアスが率いてターレスに向かった兵力は3,000であるとしている。
ルキウス・アエミリウスはピュロスの兵士が到着するのを見たが、冬であったためにこれに抵抗することはできなかった。ローマ軍はアプリアへ撤退した。途中の隘路でターレス軍の待ち伏せ攻撃を受けたが、ルキウス・アエミリウスは何人かの捕虜を正面においた。ターレス軍は同胞を傷つけたくなかったため、攻撃を中止した。
ゾナラスは、ピュロスがイタリアへの渡海を春まで待たなかったと書いている。冬の地中海は嵐で荒れるのであるが、ピュロスもまた嵐に遭遇した。多くの兵が失われ、また海上で散りじりになってしまった。ターレスへの上陸も困難であった。プルタルコスは、歩兵20,000、弓兵2,000、投擲兵500、騎兵3,000、戦象20が乗船したとする。嵐に遭遇した船団の中には、イタリアにはたどり着けず、シケリアやアフリカへ流された船もあった。他の海岸に打ち上げられて破壊されたものもあった。ピュロス自身も海岸へたどり着くために海へ飛び込み、メサッピア人に助けられた。いくらかの船は生き残ったが、歩兵2,000と少数の騎兵、戦象2頭のみがイタリアへ到着した。
ピュロスは当初はターレス市民の意思に反するようなことは何もせず、バラバラになってしまった軍が集合するのを持った。それがほとんど完了すると、ターレスへの干渉を始めた。ターレス市民は怠惰な生活に慣れきっており、軍事行動は全てピュロスに任せるつもりであった。ピュロスはギュムナシオンを閉鎖し、祭り、宴会、どんちゃん騒ぎや飲酒を禁止した。反対派が集会に使うことを恐れて、劇場も閉鎖した。ピュロスは圧迫されたと感じた市民がローマと通じるのを恐れた。このため、そのような可能性がある市民を拘束してエペイロスに送り、その何人かを暗殺した。また、ターレス市民に対しては、軍務につくか刑罰を受けるよう命じた。若者は彼の兵と共に軍務につき、二つの部隊に振り分けられた。ゾナラスは、ピュロスが市民の家の前に見張りを置き、市から脱出できないようにしたと書いている。ターレスはピュロスが同盟者ではなく支配者であると感じるようになった。何人かは不平をもって軍から脱走した。プルタルコスは「ターレス市民は命令に従うことになれておらず、これを奴隷状態と呼び、多くの市民がターレスを離れた」と述べている。アッピアノスは軍務放棄の罰則は死刑であり、「ピュロスの士官達は力をもって市民の上に駐屯し、あからさまに彼らの妻や子供を侮辱した。市は外国の支配にあるように思われたため多くの市民が脱走し、郊外に避難した。このためピュロスは城門を閉じ、そこに見張りを置いた」と記載している。
メッシーナ海峡に面するギリシア都市レギオン（ラテン語名レギウム、現在のレッジョ・ディ・カラブリア）は、ローマに守備兵の派遣を依頼した。ローマはカンパニア人の部隊4,000を送り込んだ。当初彼らはこの任務に誇りを持っていたが、ローマがターレスとピュロスに対応するのに忙しくしていたため、この派遣軍の士気は落ち始めていた。副司令官のデキウスの扇動によって、彼らは都市の富を狙うようになった。彼らの行動は、対岸のシケリアのメッセネを支配するマメルティニに触発されたものであった。マメルティニはシュラクサイの僭主アガトクレスが雇用していた傭兵であったが、紀元前289年にアガトクレスが死去すると、メッセネを占領して男を殺し女性を妻としていた。デキウスは、何人かの市民がピュロスに書いた裏切りを申し込む手紙を市民に提示した。また、ピュロスの船団の一部がレギオン近くに停泊しているとの情報を得ていた。これらを口実に、デキウスは街を簒奪した。多くの市民が殺害された。続いてデキウスはマメルティニとの同盟を結んだ。ローマはピュロスに対応するために忙しく、迅速な行動が取れなかった。この事件はあまり重大なこととはみなされず、非難されるに留まった。ピュロスがシケリアに去った後の紀元前278年、執政官ガイウス・ファブリキウス・ルスキヌスがレギオンに派遣された。レギオンは包囲され陥落した。生き残った反乱兵はローマに送られ、鞭打ちの後に処刑された。死体は切り刻まれ、埋葬されなかった。デキウス自身は自決した。

## ヘラクレアの戦い（紀元前280年）とそれに続く交渉
これ以前、ローマは地中海東側のヘレニズム諸国に対して軍事力を行使したことはなかった。
紀元前280年の執政官の一人であるプブリウス・ウァレリウス・ラエウィヌスは、大軍を率いてピュロスに向かって進軍し、途中ルカニアで略奪を行った。プブリウス・ウァレリウスはなるべくローマを離れて戦うことを望み、またピュロスに接近することで彼を驚かせることができると考えた。ローマ軍はルカニアの戦略的要衝を押さえ、ピュロスを支援しようとする勢力を押さえ込んだ。ピュロスはプブリウス・ウァレリウスに対し、自分はターレスとイタリック人を支援するために来たのであり、ローマとターレス、ルカニアおよびサムニウムとの問題解決を任せるように申し入れた。そうであれば、ピュロスはローマが受けた損害を、公正に補償する。ローマからのあらゆる告発に対して救済処置を講じるので、彼の決定に従ってほしい。もしローマがこれを受け入れれば、両者に友好関係が築けるが、そうでない場合は戦争になる、と。しかしプブリウス・ウァレリウスは、ピュロスがローマと他国との紛争の調停者となることを拒否した。ローマはピュロスを恐れてはおらず、戦争によって必要な賠償金を得るつもりである。ピュロスは誰が賠償金の保証人になるかを考えるべきである、と。さらには、ピュロスを元老院に招待し、問題を提示するように申し入れた。プブリウス・ウァレリウスはピュロスの偵察員を何人か捕らえたが、彼らにローマ軍の陣容を見せ、さらに多くの軍が到着するであろうと述べて、ピュロスのもとに送り返した。
ピュロスは未だ同盟軍と合流出来ず、自身の兵のみを率いていた。ピュロスはパンドシア（en）とヘラクレア（en）の間に野営地を設営した。続いて、ローマ軍野営地が遠くシリス川（en）沿いにあることを認めた。彼は同盟軍の到着を待つこととし、また敵地にあるローマ軍の補給が上手くいかないことを期待し、川の近くに前衛部隊を配置した。他方ローマ軍はピュロスの同盟軍が到着する前に決着をつけようと、渡河を開始した。ピュロスの前衛部隊は退却した。ピュロスは迷ったが、渡河途中でローマ軍を捕捉することを期待して、歩兵に戦列を組ませ、騎兵と共に前進させた。ローマの歩兵・騎兵の大軍が前進してくるのを見て、ピュロスは密集隊形を取らせて攻撃を開始した。ローマ軍騎兵が退き始めると、ピュロスは歩兵を呼んだ。戦闘は長時間にわたって決着が付かなかった。しかし、戦象が投入されるとローマ軍は押し返され、馬は驚愕した。ここでピュロスはテッサリア騎兵を突撃させた。ローマ軍は混乱し、駆逐された。
この際、戦象の1頭が負傷し、その鳴き声のために他の戦象も混乱に陥った。ゾナラスは、もしこれが起きなければローマ兵は全員が戦死していただろうと記している。このためにピュロスは十分な追撃ができず、ローマ軍は川を渡ってアプリア人都市に逃げ込むことが出来た。カッシウス・ディオは、「この一戦でピュロスの評判は上がり、中立を維持していた都市もピュロスの側についた。成り行きを見守っていた同盟軍も、ピュロスに合流した。これら同盟軍に対してピュロスは大っぴらに怒りを現しはしなかったが、まだ疑いを持っていた。彼らの遅参に関して幾分の叱責はしたが、受け入れた」と述べている。
プルタルコスは、ハリカルナッソスのディオニュシオスの記述を元に、ローマ兵15,000、ギリシア兵13,000が戦死したと述べている。しかしヒエロニュモス（同時代のギリシアの歴史家）は、ローマ兵の戦死は7,000、ギリシア兵は4,000が戦死したとしている。但し、ヒエロニュモスの原文自体は失われており、これに言及したディオニュシオスの原文もまた失われている。プルタルコスは、ピュロスはその最良の部隊を失い、また信頼していた将軍や友人も失ったと書いている。しかしながら、ローマの同盟都市のいくつかはピュロス側に寝返った。ピュロスはローマから60 kmまで行軍し、その途中で略奪を行った。また多くのルカニア兵やサムニウム兵も遅れてピュロス軍に合流した。ピュロスは自身の軍だけでローマ軍を打ち破ったことに満足していた。
カッシウス・ディオは次のように述べている。ピュロスはガイウス・ファブリキウス・ルスキヌスと使節団が、捕虜の返還交渉のために近づいてきていると知った。ピュロスは護衛を境界付近まで派遣し、その後彼らと会合した。ピュロスはローマ使節を街に招きいれ、停戦を期待してもてなした。ファブリキウスは、捕虜の返還交渉のために来たと述べ、和平交渉の権限を与えられていないことを知ったピュロスは驚いた。ピュロスはローマとの友好関係と和平を求めており、身代金無しで捕虜を釈放すると言った。しかし、使節は交渉を拒否した。そこでピュロスは捕虜を返還し、ローマ元老院との交渉のためにキネアスをローマへと派遣した。キネアスは元老院に出席する前に、ローマの指導者を訪問することに時間を費やした。彼らの支持を得た上で、キネアスは元老院に出席した。そこで彼はローマとの友好と同盟関係を提案した。元老院は長時間の討議を行い、元老院の多くは停戦に傾いた。
ティトゥス・リウィウスとユニアヌス・ユスティヌスはカッシウス・ディオと同様に、キネアスがローマに派遣される前にガイウス・ファブリキウスと使節団がピュロスと会ったと述べている。リウィウスの『ローマ建国史』によると、ファブリキウスは捕虜の返還交渉を行い、キネアスの使命はピュロスのローマへの入城の準備と平和交渉であった。ユスティウスは、ファブリキウスが和平交渉を行い、キネアスのローマ訪問はその批准のためであったとする。彼はまた、キネアスの歓迎式の際には「誰の家も開いていなかった」と書いている 。プルタルコスは、その順序を逆にしている。即ち、キネアスのローマ訪問の後にガイウス・ファウリキウスが率いる使節団が派遣された。ヘラクレアでの敗北後もローマの戦意を衰えておらず、またピュロスの軍の規模ではローマ占領は無理であったため、ローマとの和平を模索していた。さらに、勝利の後の和平は彼の評判を高めるであろう。キネアスは捕虜の返還を申し出、ローマのイタリア半島内での周辺地域の征服を支援し、それに対する見返りはターレスとの友好と免責だけであるとした。
イタリック人の合流によりピュロスの軍の兵力が増大していたため、元老院議員の多くは和平（プルタルコスによる）または休戦（カッシウス・ディオによる）に傾いていた。しかし、高齢で盲目のため家に閉じこもっていたアッピウス・クラウディウス・カエクスが担架に乗せられて登院し、ピュロスは信頼できず、和平（または休戦）はローマに有利ではないと主張した。キネアスに対して直ちにローマを去り、ピュロスが和平を望むならそれはエペイロスに帰国してから提案すべきと伝えよ、と述べた。結局、元老院は全会一致でキネアスを去らせ、ピュロスがイタリアに留まる限り戦争を継続することと決定した。
アッピアノスは、元老院が執政官プブリウス・ウァレリウス・ラエウィヌスのために2個軍団の編成を命じたと書いている。また、まだローマにいたキネアスがローマ市民が続々と入隊するのを見て、ピュロスに対して「まるでヒュドラー（多数の首を持ち、1本を切り落としても、すぐにそこから新しい2本の首が生えてくる怪物）と戦っているようなものだ」と言ったとも伝えられる。他の資料では、もう一人の執政官ティベリウス・コルンカニウスがエトルリアから軍を率いて合流したため、もはやローマ軍の兵力が自軍の兵力を上回ったことをピュロスが認めたと記している。アッピアノスはまた、キネアスがローマは将軍たちの街であり、多くの王がいるようなものだと言ったと記している。ピュロスはローマへ向かう途中で略奪を行った。ピュロスはアナーニへと達したが、多くの戦利品を運んでいたために、戦闘を延期することを決定した。その後カンパニアへ向かい、そこで冬営に入った。フローラス（en、1世紀末から2世紀初めの歴史家）は、ピュロスがリリス川沿岸とローマの植民都市であるフレゲッラエ（en）を破壊し、ローマから僅か20マイルであるプラエネステ（現在のパレストリーナ）に達し、そこをほぼ占領したとする。プルタルコスは、キネアスがローマ軍の兵力をヘラクレアの戦いの際の2倍で、さらに「何倍ものローマ市民が武器を持つことが出来る」と推定したと記している。ユスティヌスはキネアスがピュロスに対して「交渉はアッピウス・クラウディウスによって決裂となり」、ローマは王達の街のようだと言ったと書いている。
カッシウス・ディオはピュロスのローマへの進軍に関して異なった説を唱えている。彼によるとピュロスはティレニア海を通った。プブリウス・ウァレリウス・ラエウィニウスは、ピュロスがカプアを占領してそこを根拠としようとしてることを察した。ピュロスはネアポリス（現在のナポリ）近くに上陸したが、達成できたものはなにもなく、そこを通過してエトルリアへ向かい、エトルリア人を助けてローマに勝利させようとした。ゾナラスによると、ピュロスはエトルリアがローマと講和し、執政官ティベリウス・コルンカニウスが彼に向かって来ており、もう一人の執政官ラエウィニウスが彼の足元を脅かしていることを認めた。ピュロスは全方向から遮断されてしまうことを恐れた。このため彼は撤退し、カンパニアに近づいた。ラエウィニウスがさらに大きな軍を率いてピュロスに相対し、ローマ軍団は切り刻まれたとしてもヒュードラのように再生すると宣言した。ピュロスは戦闘を避けてターレスに撤退した。カッシウス・ディオとゾナラスの本は、現在では断片的にしか残っていないため、これらが起きた日時は不明である。おそらくはキネアスがローマへ向かった後のことと思われる。カッシウス・ディオはローマが新たな軍をラエウィヌススに送り、ピュロスの後を追って嫌がらせ攻撃を実施したと述べている。またティベリウス・コルンカニウスをエトルリアから呼び戻し、ローマの防衛を任せた。
ユスティヌスによると、ローマはいくつかの使節団をプトレマイオス朝エジプトのファラオであるプトレマイオス2世に派遣している。

## アスクルムの戦い（紀元前279年）

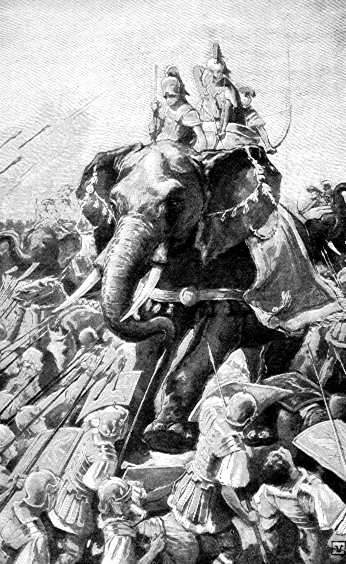
ピュロスと戦象

カッシウス・ディオは次のように書いている。冬の間、両軍共に次の戦闘の準備を行っていた。ピュロスはアプリアに侵攻した。多くの都市が占領され、また降伏した。ローマ軍はアスクルム（現在のアスコリ・サトリアーノ）まで進出し、ピュロスに対抗して野営した。その後数日間、両軍とも戦端を開かなかった。この間に、執政官プブリウス・デキウス・ムスが、彼の祖父や父と同様に、自身を「生贄」として犠牲となろうとしている（デヴォティオ）との噂が流れた。ローマ軍司令官がデヴォティオを行えば、神がローマ軍に勝利を与えてくれると信じられていた。この噂はローマ兵に勇気を与えた。逆にピュロス軍のイタリック人兵士は、プブリウス・デキウスの死により、彼らの敗北が待っていると不安が広がった。ピュロスは彼らを鎮めるために、デキウスがデヴォティオに用いた服を着ているものを見つけたら、生きて捕らえるように命じた。ピュロスはプブリウス・デキウスに伝令を送り、彼の思うような成功は得られず、生きたまま虜囚となって辱めを受けるだろうと伝えさせた。これを聞いたデキウスは、神の加護無しでもローマ軍は勝利するであろうからデヴォティオの必要は無いと返答した。
この戦闘に関するハリカルナッソスのディオニュシオス、プルタルコス、カッシウス・ディオの記述はやや異なっている。プルタルコスは戦闘は2日間続いたと言い、他の二人は1日で終わったとしている。カッシウス・ディオはローマが勝利したとしている。プルタルコスはピュロスが勝利したと述べている。プルタルコスは、ハリカルナッソスのディオニュシオスが「2つの戦闘にもローマの敗北にも触れていない」と記している。実際に、ディオニュシオスはどちらが勝利したかを述べていない。プルタルコスはまた、ピュロスが彼の勝利を讃えた側近に対して「もう一度ローマ軍に勝利したら、我々は壊滅するだろう」と言ったと書いている。これは彼がイタリアに連れてきた多くの兵、ほとんどの将軍たちを失ったからである。彼は増援軍をギリシア本土から呼ぶことはできず、またイタリアの同盟国も、熱心さを失っていた。対してローマは、まるで噴水のように直ちに軍を再編し、敗北にもかかわらず勇気も決意も失わなかった。

## ローマとカルタゴの同盟

紀元前279年時点の勢力図。赤:ローマ、青:エトルリア、橙:カルタゴ、緑:ギリシャ

ユスティヌスは、既に紀元前279年にはカルタゴがピュロスのシケリア侵攻を懸念していたと書いている。シケリアの西部はカルタゴが支配していたが、東部と南部を支配するギリシア植民都市と対立していたためである。シケリアのギリシア植民都市がピュロスに援助を求めたとの報告もあった。ユスティヌスは、カルタゴ軍の司令官であるマゴがローマに120隻の軍船を伴って派遣され、協力を申し出たが、元老院はこれを拒絶したと書く。カルタゴとしては、ローマを支援することにより、ピュロスのシケリア侵攻を避けられるとの思惑があった。その数日後、マゴは個人的にピュロスを訪問した。カルタゴの人々が平和を求めて来たようであったが、実際にはピュロスのシケリアに対する考えを探るためであった。ユスティヌスは、この出来事はガイウス・ファブリキウスの使節団の派遣と、キネアスのローマ訪問の前であるとしている。
ポリュビオス（紀元前2世紀の歴史家）は、ローマの図書館でローマとカルタゴの一連の条約を見つけている。その4番目のものは、ピュロスに対するためのものであった。その内容は：何れかの国がピュロスに攻められた場合は、もう一方はこれを支援する。何れが支援を必要としていようとも、カルタゴが輸送と戦闘のための船を提供する、しかし兵士の給与はそれぞれの国が支払う。必要があれば、カルタゴは海上でローマを支援するが、水兵を意思に反して上陸させ兵士として使うこことはできない 。リウィウスの『ローマ建国史』では、この条約が締結されたのはアスクルムの戦いの後であるとされている。
実際には両国の協力は一度のみであった。ピュロスがシケリアに遠征している間にローマはカルタゴを支援しなかったし、またピュロスがイタリアに戻ってもカルタゴはローマを支援していない。シケリアのディオドロスによると、ピュロスがイタリアからシケリアに渡る前、カルタゴ船が500名のローマ軍団兵をレギオンに輸送している。彼らはローマ反乱兵が支配するレギオンを包囲した。結局は包囲を解いたが、ピュロスの渡海を阻止するために造船用に準備されていた木材に放火して引き上げた。その後イタリアとシケリアの間のメッシーナ海峡に留まり、ピュロスの渡海の試みを見張っていた。これはレギオンのローマ反乱軍に対する最初の反撃であった。ピュロスがシケリアに去った後、執政官ガイウス・ファブリキウス・ルスキヌスが反乱軍に勝利して、レギオンの回復に成功している。

## シケリア遠征 (紀元前278年-紀元前275年)

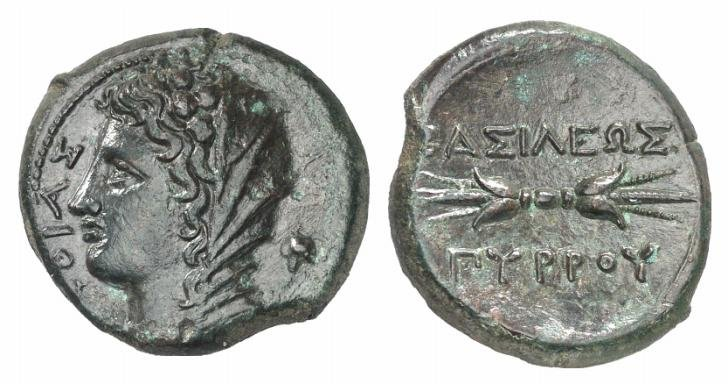
ピュロスが紀元前278年にシュラクサイで鋳造したコイン。表：樫の花冠をかぶったエペイロスの女王フティア（ピュロスの母）。裏：雷光

ピュロスはシケリアへ渡り、島の東部・南部のギリシア植民都市の指導者となり、島の東部を支配するカルタゴと戦うこととなった。カルタゴとギリシア植民都市の間には長年の紛争が続いていた（シケリア戦争）。ピュロスのシケリアでの作戦に関しては、シケリアのディオドロス（紀元前1世紀の歴史家）の『歴史叢書』の22巻に完全で無いが詳しく残されている。プルタルコスの記述は、ピュロスとシケリアのギリシア都市の関係に関して簡単に述べるに留まっている。ハリカルナッソスのディオニュシオスの断片にも両者の関係が記述されている。アッピアノスの断片はピュロスがシケリアに向かう前後のみで、カッシウス・ディオの断片にはほとんど記載が無い。
プルタルコスによると、この頃ピュロスは二つの支援要請を受けていた。一つはシケリアからで、アクラガス（現在のアグリジェント）、シュラクサイ、レオンティノイ（現在のレンティーニ）の市民達からで、カルタゴの駆逐と各都市の僭主の追放を願い出ていた。もう一つはマケドニアからであり、紀元前279年にマケドニアにガリア人が侵入し、マケドニア王プトレマイオス・ケラウノスは捕虜になった上に斬首されていた。ピュロスはシケリアを選んだ。シケリアはアフリカに近く、プルタルコスはピュロスがカルタゴ本国の征服も狙っていたと書く。彼は交渉のためにキネアスをシケリアに派遣したが、自身はターレスに留まっていた。ターレスはこれに不満であり、ローマとの戦争を再開するか、ターレスを去るか要求した。ターレス市民はピュロスが去ることにより、その僭主的な支配が終わることを望んでいた。ピュロスは返答もせずにターレスを去った。
アッピアノスはピュロスがイタリアよりもシケリアにより懸念を有するようになったと述べている。その理由はシュラクサイの僭主であり、シケリア全土の王と自称していたアガトクレスが没したばかりで、ピュロスの妻のラナッサ（en）はアガトクレスの娘であったからである。しかし、アッピアノスは混乱していると思われる。アガトクレスの死は紀元前289年のことであり、ピュロスのイタリア遠征の9年前、シケリア遠征の11年も前のことである。さらに、ラナッサは紀元前291年にピュロスと離婚している。アッピアノスによれば、ピュロスはイタリアに平和を樹立できずにシケリアに渡るのは不本意であったと述べている。彼はキネアスを再度ローマに送り交渉を行わせた。しかしローマの回答は同じであった。ローマはターレスやイタリック人の捕虜を返還した。アッピアヌスは休戦があったとしている。その後ピュロスは8,000の騎兵と戦象を率いてシケリアへ向かった。同盟国に対しては、必ずイタリアに戻ると約束していた.。ピュロスはターレスの防衛のためにミロを残した。ユスティヌスによると、ロクリス（現在のロクリ）の防衛のために、息子のアレクサンドロスを残した。
プルタルコスは、シュラクサイの指導者であるトエノンとソシストラトスが最初にピュロスをシケリアにくるように促したと言う。両者は内紛中であったが、ディオロドロスはトエノンはオルティギア島（シュラクサイ旧市街）を支配し、ソシストラトスはシュラクサイの他の部分を押さえていたと書く。彼らは10,000の兵力を有し、お互いに戦ってきた。しかし両者共に戦いに倦み、ピュロスに使節を送った。ピュロスが出航の準備をしている間に、カルタゴ軍がシュラクサイを包囲した。艦隊を派遣して、港の封鎖も行った。城壁の近くでも活動し、50,000の兵を持って郊外を略奪した。シュラクサイはラナッサがピュロスとの妻であったこともあり、ピュロスに希望を託した。ピュロスはターレスを出航し、途中ロクリスに停泊した。
メッセネを不当に占拠していたマメルティニはカルタゴと同盟し、ピュロスがメッシーナ海峡を渡るのを阻止した。このため、ピュロスはメッセネにもシュラクサイにも上陸出来なかった。しかしティンダリオン（現在のティンダリ）、タウロメニオン（現在のメッセネ南のタオルミーナ）はピュロスと同盟し、彼の軍を彼らの都市に受け入れた。ピュロスはここで兵を受け取り、カタナ（現在のカターニア）に上陸した。彼はカタナ市民に歓迎され、そこで兵士を下船させた。その側面を艦隊に守らせつつ、陸路をシュラクサイに進軍した。他の作戦のためにカルタゴ艦隊の数が減っていたいこともあり、ピュロスが近づくとカルタゴ軍は撤退した。
ピュロスはオルティガ島をトエノンから、他の地域をソシストラトスとシュラクサイ市民から受け取った。ピュロスはシュラクサイの支配者になっただけでなく、ソシストラトスがアクラガスとその他の都市の僭主であったために、10,000以上の兵を加えることになった。ピュロスはトエノンとソシストラトス、さらにはシュラクサイ市民の間を調停し、調和が実現した。この平和を実現させたため、市民の間でピュロスの人気は上昇した。ピュロスはシュラクサイの軍備と140隻の艦船を自軍に加えた。いまやピュロスは200隻の船団を持つこととなった。ハリカルナッソスのディオドロスは、ソシストラトスがシュラクサイの支配者で、トエノンが守備兵の司令官であると書いている。両者は国庫からの資金と200隻の艦船をピュロスに提供した。ディオドロスによると、レオンティノイの僭主は都市とその4,000の歩兵、500の騎兵を提供した。また、他の都市も同様の行いをした。カルタゴ側の都市であったエンナも、カルタゴの守備兵を追放し、街をピュロスに提供することを約束した。ピュロスはアクラガスへ行き、そこを接収し歩兵8,000と騎兵800を加えた。最終的にはソシストラトスが支配していた30以上の都市がピュロスに加わり、攻城兵器と投擲兵器も引き渡された。
ディオドロスによると、ピュロスはカルタゴ支配下の地域に歩兵30,000、騎兵1,500をで侵攻した。プルタルコスによると、ピュロスの兵力は歩兵30,000、騎兵2,500、艦船200であった。ディオドロスは、ピュロスがヘラクレア・ミノアのカルタゴ守備隊に勝利し、アゾネスを包囲したことにも触れている。セリヌス、ハルキアエ（現在のサレーミ）、セゲスタや他の幾つかの都市がピュロス側についた。また、カルタゴの拠点の一つであるエリュクスを包囲した。包囲は長期間続いたが、最後には強襲によって陥落させた。エリュクスに守備兵を残すと、イエタス（現在のサン・ジュゼッペ・イアート）を攻撃した。イエタスはシケリア最良の港であるパノルムス（現在のパレルモ）攻略するために最良の拠点であった。イエタスは戦うことなく降伏した。パノルムスも強襲によって陥落した。ピュロスは今やリリュバイオン（現在のマルサーラ）を除き、シケリアの全カルタゴ領を占領した。ピュロスはリリュバイオンを包囲したが、カルタゴはアフリカから海路大軍と補給物資を搬送した。さらには都市の防御も強化した
。プルタルコスはピュロスのシケリア遠征に関しては簡素に記述しているだけであり、カルタゴ領を占領し、エリュクスを陥落させたあと、メッセネを占拠するマメルティニに向かったとしている。マメルティニはシケリアのギリシア都市にとっては迷惑な存在で、いくつかの都市は貢納金を支払っていた。ピュロスはマメルティニの貢納金徴収員を捕らえ、処刑した。戦闘でも勝利し、いくつもの防衛拠点を破壊した。プルタルコスはリリュバイオン包囲戦のことは書いておらず、逆にディオドロスは対マメルティニ戦には触れていない。
プルタルコスもディオドロスもカルタゴがピュロスとの交渉を開始したとする。カルタゴは多額の賠償金を提示した。プルタルコスはカルタゴは船の提供も申し出たという。ディオドロスによるとピュロスは金の受け取りは拒否したが、カルタゴのリリュバイオン保有は認めようとした。しかしながら、彼の友人たちとギリシア都市の代表達は、カルタゴがリリュバイオンをシケリア侵略の踏み石として使うことを認めるべきでなく、カルタゴ人を駆逐して海を国境とすべきであると説いた。プルタルコスは彼の友人やギリシア都市の代表が彼の考えを変えたという記述はしていない。ピュロスはカルタゴの講和提案を拒否したが、これは「エペイロスを出立したときの野望のとおり、リビュアに心を向けた」ためとしている。言い換えると、ピュロスはギリシア人がリビュア、ローマ人がアフリカと呼ぶカルタゴの征服を欲していた。ディオドロスによると、この交渉はリリュバイオンの包囲中に行われた。交渉決裂後、ピュロスは城壁近くで小競り合いを行った。カルタゴ軍は大軍であり、また城壁には大量の投石機が備え付けられていたため、効果的に抵抗した。多くの兵が戦死し、ピュロスは不利な立場に陥った。ピュロスは、シュラクサイから輸送してきたものよりも、さらに強力な攻城兵器の作製を開始した。しかし、地面がゴツゴツしていることもあり、カルタゴ軍の抵抗は続いた。2ヶ月間の包囲の後、ピュロスは包囲を解いた。ピュロスはその努力をアフリカ遠征のための船団建造に移した。
プルタルコスは、ピュロスの船の多くは乗員が不足しており、漕ぎ手を集めることが必要であったと述べる。ピュロスはシケリアのギリシア都市を公平な同盟者として取り扱うことを止め、資金の提供を強要し、専制的な支配を行うようになった。ピュロスはもはや人気のある指導者ではなかった。彼は「忘恩で信用の出来ない」僭主として知られた。それでもシケリアのギリシア人たちは、当初はこれを耐え忍んだ。しかし、彼をシケリアに呼び、またその後も大きな貢献をしていたソシストラトスとトエノンを、ピュロスが疑い始めると、事態は変化した。ソシストラトスはピュロスの疑いを恐れ、頭を低くしていた。ピュロスはソシストラトスと共謀してトエノンを訴え、処刑した。ハリカルナッソスのディオニュシオスは、ピュロスのこのような行為を幾つかあげている。ピュロスはかつてのシュラクサイの僭主アガトクレスが彼の親族や友人に与えていた資産を奪い取り、彼の友人たちに分け与えた。各都市のトップに彼の配下の軍人を配した。いくつかの裁判や行政をピュロス自ら行ない、その他の裁判は他人にまかせたが、彼らは自身の権力と贅沢にしか興味が無いような人物であった。カルタゴからの防衛を口実にして、部隊を駐屯させた。また著名な市民を捕らえ、反逆の罪を着せて処刑した。その一人がトエノンであった。ピュロスはソシストラトスも逮捕しようとしたが、彼はその前に脱出した。
ピュロスのこのような行動は、ギリシア都市に憎しみを引き起こした。プルタルコスによると、幾つかの都市はカルタゴ側に付き、またマメルティニに救援を求める都市もあった。ピュロスがギリシア都市の反抗と反乱に直面していたとき、ターレスとサムニウムから一通の書簡が届いた。サムニウムはその郊外から追い出され、その都市の防衛にも困難を感じるようになってきたため、ピュロスに支援を求めてきたのである。ピュロスはすでにシケリアの統治能力を失っていたが、逃げ出すのでなく、シケリアを離れる良い口実を手に入れた。プルタルコスは、ピュロスがシケリアを離れる際に「友人たちよ、我々が残していくのはカルタゴとローマの闘争の場である！」と述べたと言う。後のポエニ戦争を予言する言葉ではあるが、古代の歴史家は偉人のスピーチを創作することが多いため、実際にピュロスがこのような発言をしたのかは不明である。カッシウス・ディオはピュロスの軍の兵力は少なく、またシケリアのギリシア人からの信頼を失っていることを知ると、カルタゴは「戦争を活発に行うようになった」と記している。カルタゴはシュラクサイから追放された人々を保護し、ピュロスがシュラクサイからだけでなくシケリアから撤退する際に、激しい嫌がらせ攻撃をかけた。ハリカルナッソスのディオニュシオスは、一旦は失った都市を奪回する良い機会と見て、カルタゴはシケリアに軍を送り込んだと書いている。ピュロスがシケリアを去ると、カルタゴはシケリア西部の支配を回復した。

## イタリアへの帰還とベネウェントゥムの戦い、戦争の終了
プルタルコスは、ピュロスがメッシーナ海峡を渡るときに、カルタゴ艦隊がこれを攻撃したと書いている。ピュロスは海戦で多くの船を失った。マメルティニ兵10,000もイタリアに渡り、ピュロスの軍に混乱を起こし、戦象2頭と後衛部隊の多数を殺害した。ピュロス自身も頭部に傷を負ったが、マメルティニを撃退した。ターレスには、紀元前276年の秋に兵20,000を率いて帰還した。
ハリカルナッソスのディオニュシオスはメッシーナ海峡での海戦については触れていない。彼の説では、ピュロスの船団は直接ターレスを目指したが、一晩中好ましくない風に見舞われた。何隻かは沈み、何隻かはメッシーナ海峡から吹き流され、他はなんとかロクリスの海岸に乗り上げることができた。しかし上陸後の引き波で溺死したものも多かった。ディオニュシオスは、資金に不足していたピュロスが友人のエウペゴラスにそそのかされ、ペルセポネー神殿の財宝を略奪したことが、この悲劇の原因であると述べている。ディオニュシオスは、この神殿がどこにあったのかは述べていないが、他の記述からシュラクサイでの出来事のようである。ロクリスに漂着した船は、財宝を運んでいた船であった。波のために船は破壊され、財宝は海岸に投げ出された。ピュロスは恐れを抱き、財宝を神殿に戻した。
アッピアノスはカルタゴとの海戦に関しては触れているが、イタリア半島でのマメルティニとの戦闘には触れていない。また、彼の記述では、ピュロスはペルソポネーの財宝をロクリスで略奪している。ピュロスはシケリアのギリシア都市に対し、軍への補給、守備兵の維持、貢納金といった負担を課していた。これにより彼は豊かになっていた。シケリアからレギオンに向かった際に、ピュロスは軍船10隻に多くの輸送船と商船を有していた。カルタゴ軍はこれを攻撃し、70隻を撃沈、多くを破壊し、無傷であったのは12隻のみであった。ピュロスは脱出に成功し、以前に彼の守備隊の司令官を殺害していたロクリスに復讐した。多くの市民を殺害し、略奪を行い、ペルセポネーの財宝をも奪い取った。それから再度出帆したが、嵐に巻き込まれ何隻かが沈没した。ペルセポネーの財宝も散乱し、ロクリスの海岸に打ち上げられた。ピュロスは財宝を神殿に戻し、さらには生贄を捧げた。しかし、生贄の結果は不吉であったため、ピュロスは怒った。彼は財宝を奪うように進言した、あるいはそれに参加した人々を処刑した。
カッシウス・ディオは、ピュロスがシケリアに去った後、ローマはターレスとの戦争を中断したとする。紀元前277年、執政官プブリウス・コルネリウス・ルフィヌス（en）とガイウス・ユニウス・ブブルクス・ブルトゥスがサムニウムに侵攻した。サムニウムはその最も重要な宝物をクラニタの丘に持っていた。二人の執政官は丘を上ろうとしたが、潅木が多く失敗し、サムニウム軍に敗北した。多くのローマ兵が戦死し、また捕虜となった。この後二人の執政官はお互いを非難し、共同して戦うことは無かった。ユニウス・ブブルクスはサムニウムの一部を荒廃させた。コルネリウス・ルフィヌスははルカニアとブルッティウムを攻撃し、その後反乱を起こしていたクロトン（現在のクロトーネ）へ向かった。親ローマ市民が彼を呼んだのであるが、他方反ローマ市民はピュロスがターレスに残していった副将のミロに援助を頼んだ。ミロはクロトンの守備のためにニコマクスを派遣した。コルネリウス・ルフィヌスはそれを知らずに不用意にクロトンの城壁に接近し、出撃してきた部隊に敗北した。その後コルネリウス・ルフィヌスは脱走兵のふりをさせてニコマクスに二人の兵を送り込み、ローマ軍はクロトンの攻略をあきらめて、ローマに反乱したロクリスに向かったと告げさせた。これを信じさせるために、コルネリウス・ルフィヌスは急いで出立したふりをした。ニコマクスはロクリスに急いだ。ルフィヌスは気付かれることなくクロトンに引き返し、これを占領した。ニコマクスはターレスに戻り、ロクリスはローマのものとなった。カッシウス・ディオもアッピアヌスと同様に、ピュロスがロクリスでペルセポネーの財宝を略奪したとしている。しかしながら、カッシウス・ディオによれば、イタリアのピュロスのかつての同盟都市が彼を支援しなかったために略奪をおこなったとされており、一方アッピアヌスはロクリスがローマ側に寝返った復讐であるとしている。
紀元前275年にピュロスがイタリアに戻ると、ローマとの間にベネウェントゥムの戦いが発生した。これがピュロスとローマの間の最後の戦闘となった。
プルタルコスは、この戦いに関する最も詳しい記述を残している。彼によると、ピュロスが3年間シケリアでの作戦を行っている間、サムニウムは何度もローマに敗北し、領土の多くを失っていた。このため、サムニウムはピュロスに憤慨していた。ピュロスがイタリアに戻っても、多くのサムニウム人はピュロス軍に加わらなかった。カッシウス・ディオは、サムニウムはローマに圧迫されており、このためピュロスはサムニウムを再支援する必要に迫られたとする。プルタルコスによると、ピュロスはサムニウムの支援が無い場合でも、ローマと対決することを選んだ。紀元前275年の執政官ルキウス・コルネリウス・レントゥルス・カウディヌスとマニウス・クリウス・デンタトゥスはそれぞれルカニアとサムニウムで戦っていた。
プルタルコスは、ピュロスは彼の軍を二つに分けたとする。その一つをコルネリウス・レントゥルスに向け、自身はもう一軍を率いて夜を徹してマニウス・クリウスに向かった。彼の軍はベネウェントゥムに近くに野営しており、コルネリウス・レントゥルスの到着を待っていた。ピュロスはコルネリウス・レントゥルスの到着前にマニウス・クリウスを攻撃しようと急いだ。しかし、彼の兵士達は明かりも無い森の中を行軍していたため、道に迷い遅れていた。ハリカルナッソスのディオニュシオスは、以前に人が通ったことも無い森の中の獣道を通ったため、整然とした行軍は出来ず、敵の野営地が視界に入った際には兵士は既に飢えと渇きで疲弊していた。この遅れのために、ピュロスがローマ軍野営地を見下ろす丘の上に到着したのは、夜明けになってからであった。プルタルコスは、マニウス・クリウスは兵士を野営地から出し、ピュロスの前衛部隊とその背後に残っていた戦象を捕獲した。このためピュロスは丘を下り、マニウス・クリウスはピュロスと平野部でピュロスと戦うこととなった。ローマ軍はピュロス軍の戦列を何箇所かで突破したが、戦象の突撃により野営地にまで押し戻された。マニウス・クリウスは野営地の防御柵を守っていた守備部隊を呼び寄せた、彼らは投槍で戦象を攻撃し、これを撃退した。戦象はピュロスの軍に突っ込み戦列を混乱させ、ローマ軍は勝利した。
ハリカルナッソッスのディオニュシオスは、この戦いに関しては一文でしか触れていない。ピュロスが戦象と共に向かってくると、ローマ軍はまず一頭の子象を傷つけたが、これがギリシア軍に大きな混乱をもたらした。ローマ軍はさらに2頭を殺し、8頭を出口の無い場所に追い込んだ。その後インド人の象使いが降伏すると、これを生け捕りにした。また多くのギリシア兵が殺害された。
カッシウス・ディオもこの子象のことを書いている。一頭の若い象が傷を負い、乗り手を振り落として母象を探して走り回った。これで他の象も興奮し、ピュロス軍は大混乱に陥った。最後にローマ軍は勝利し、多くの敵兵を殺害し、8頭の戦象を捕獲、また敵の野戦陣地も占領した。

## その後
エペイロスに戻ったピュロスは、続いてマケドニアとの戦いを開始する。マケドニア王アンティゴノス2世を追放し、一時的ではあるがマケドニアとテッサリアを支配した。紀元前272年、スパルタの王子クレオニムス enがスパルタの王位を主張するとこれを支援した。ピュロスはスパルタを包囲し、ペロポネソス半島の支配権を狙った。しかし激しい抵抗にあったため、これを断念した。続いてアルゴスの内紛に介入するが、市街戦の最中に戦死した（屋根の上から女性が投げ落とした瓦礫が原因とも言われる）。
ピュロスとの戦争の後、ローマは南イタリアでの覇権を主張した。紀元前272年、これはピュロスが死んだ年であるが、ローマはターレスを占領した。リウィウスによると、カルタゴ海軍がターレスを救援し、ローマとの同盟が破棄されたとする。しかし、カッシウス・ディオによると、ターレスがカルタゴに救援を求めたのは、ピュロスが残していったエペイロス軍の司令官ミロに対するものであったとする。ターレス市民はミロに不満であり、ピュロスの死亡を知ると、エペイロス軍を攻撃した。しかしこれは成功せず、要塞に立て篭もってミロへの嫌がらせ攻撃を続けていた。ローマの執政官ルキウス・パピリウス・クルソルもターレスを包囲した。陸をローマ軍に、海をカルタゴ軍に包囲されたミロは、軍用金を所持したままで撤退を認めると言う条件で降伏した。ターレスはローマのものとなり（ラテン語名称はタレントゥム）、カルタゴ艦隊も撤退した。ターレスは城壁の破壊に同意し、ローマに貢納金を支払った。これに先立ち、ルキウス・パピリウスはブルッティウムに勝利しており、もう一人の執政官スプリウス・ カルウィリウス・マクシムス（en）はサムニウムと戦っていた。
ターレスの占領はまた、ローマがアプリア中央部から南部の一部に居住していたメサッピア人に対する支配も確立した。彼らは早い時期にはターレスと戦っていたが、紀元前304年からは同盟関係にあった。紀元前267年、執政官マルクス・アティリウス・レグルスとルキウス・ユリウス・リボ（en）はアプリア南部のサレント人を征服し、主要都市であるブレンテシオン（現在のブリンディジ）を占領した。カッシウス・ディオはサレントがピュロスに味方し、さらに同盟国の領土を侵していることを理由としたが、実際には東地中海の面した良港をブレンテシオンを欲したからであった。ローマはブレンテシオンや他のギリシア人都市にローマ人を植民させた。リウィウスの『ローマ建国史』では、同年にウンブリアもまたローマに敗れたとする。ブレンテシオンはラテン語ではブルンディシウムと呼ばれ、東地中海航路の重要な港となった。
カッシウス・ディオは、紀元前272年にターレスを占領した後、ローマ軍はその関心をレギオンへと向けた言う。一旦はローマ側都市となっていたレギオンであるが、欺瞞によってクロトンを奪取して徹底的に破壊し、そこに居住していたローマ人を殺害していた。レギオンはメッシーナ海峡の反対側のメッセネを支配するマメルティニからの支援を期待していたが、マメルティニからの干渉を避けるため、ローマはこれと条約を結んだ。続いてローマ軍はレギオンを包囲するが、食料の欠乏に苦しんだ。この頃シュラクサイでは、ピュロスが撤退した後にヒエロン2世が僭主となっていた。彼はシケリア全土を狙うカルタゴに疲れていたため、ローマに好意を持っていた。ヒエロンはレギオンのローマ軍に穀物を送り、包囲戦の継続を助けた。レギオンは陥落し、反乱軍はその罪を罰せられた。その後レギオンは生き残っていた市民によって再建された（ラテン名レギウム）。包囲戦が開始されたのがいつかは不明である。しかしヒエロンがシュラクサイの権力を握ったのは紀元前270年のことである。
ハリカルナッソスのディオニュシオスは、紀元前270年にレギオンのローマ守備軍（イタリック人同盟国軍も含む）が再び反乱したとする。執政官ガイウス・ゲヌキウス・クレプシナがレギオンを攻略、旧市民のために再建した。反乱兵はローマへ送られトリブス民会で死刑が宣言された。4,500の反乱兵が、一度に300人ずつ処分された。鞭打たれた後に、首の後ろの腱が切断された。埋葬することは許されず、その死体はフォルム・ロマヌムで鳥と犬に処理させた。
リウィウスによるとローマとターレスの緊張が、多くの反乱を促した。紀元前282年にはサムニウムが反乱したことが記録されている。いくつかの戦闘で、ローマ軍はサムニウム軍に勝利し、またルカニア、ブルッティウム、エトルリアにも勝利した。ゾノラスは紀元前280年に執政官ティベリウス・コルンカニウス（en）がエトルリアに遠征し、エトルリアはローマと平和条約を結んだと述べる。戦争の後、ブルッティウムは良質な木材の産地であるシラ山脈の半分をローマに割譲した。サムニウムとルカニアの反乱は10年間続いたと考えられる。ローマの年表には紀元前282年から紀元前272年の間に、10人の凱旋式が記録されている。紀元前273年にローマは最終的にサムニウムとルカニアに勝利し、パエストゥムにローマ人植民者を送り、ベネウェントゥムには紀元前268年、アエセルニア（現在のイゼルニア）には紀元前263年から植民を開始した。
紀元前268年にはイタリア中央部のピケンテ人の反乱が鎮圧され、植民都市アリミヌム（現在のリミニ）が建設された。紀元前273年には、エトルリアの南海岸に植民都市コサ（en）が建設されている。
ピュロス戦争は、ローマが地中海東側のヘレニズム諸国の職業軍人・傭兵からなる軍隊と戦った最初の戦争であった。ローマの勝利は、こられの国々の間にローマの覇権の拡大を意識づけた。エジプト王プトレマイオス2世はローマと外交関係を樹立した。ローマに使節を送り、ローマ使節がアレクサンドリアを訪問した際には莫大な贈り物をした。

## 紛争年表
紀元前282年
- プブリウス・コルネリウス・ドラベッラが率いる10隻のローマ船がターレス沖に現れる。[A]
- ターレスのフィロカリスがプブリウス・コルネリウスの行動は以前に締結された条約に違反しているとし、ローマ船団を攻撃。4隻を撃沈、1隻を拿捕。
- ターレス軍がローマ軍が守備するトゥリオイを攻撃し、ローマ軍を追い出して都市を略奪する。
- ローマがターレスに使節を派遣するが、ターレスは彼らを嘲笑して交渉を拒否。
- ローマ元老院、ターレスに宣戦布告。
- 執政官ルキウス・アエミリウス・バルブラはサムニウムとの戦争を中止し、ターレスに向かう。

紀元前281年
- ターレス、ピュロスに使節を派遣してローマからの防衛を依頼する；ピュロスはサムニウム、ルカニアおよびメサッピアが歩兵50,000、騎兵20,000を提供するとの約束に心を動かされ、遠征を決意する。
- ピュロス、アンティオクコス1世に資金を、アンチゴヌス2世にイタリアまでの輸送用の船を依頼する。プトレマイオス2世は2年の期限付きで歩兵5,000と騎兵2,000を提供する。ピュロスは留守中の本国の防衛をプトレマイオス2世に委託する。

紀元前280年
- ピュロス、キネアスをターレスに先行させる。
- ピュロス、ミロもターレスに送る。
- ピュロス、イタリアへ向かって出帆。
- ピュロス、ターレスに到着。戦象も伴う。
- サムニウム、ルカニア、ブルッティウム、メサッピア、ピュロスと同盟。
- ピュロス、ローマとの交渉を提案。
- ピュロス、ヘラクレアの戦いでプブリウス・ウァレリウス・ラエウィヌス率いるローマ軍に勝利。
- ロクリ、ピュロスに加担。
- レギオン、ローマに防衛を依頼。守備のローマ軍（カンパニア兵）、反乱を起こしてレギオンを占拠。
- 執政官ティベリウス・コルンカニウス、ローマ防衛のためにエトルリアから呼び戻される。
- 執政官プブリウス・ウァレリウス・ラエウィヌス、新たな軍団の補充を受ける。
- ピュロス、カプアに向かう。プブリウス・ウァレリウス、カプアを守備。
- ピュロス、ネアポリス付近に上陸するも何も得ず。
- ピュロス、ラティウムのアナーニまたはフレゲラエまで進出、続いてエトルリアへ向かう。
- ピュロス、エトルリアが既にローマと講和したことを知る；二人の執政官がピュロスを追尾。
- ピュロス、撤退してカンパニアに接近。ラエウィヌスがこれに相対するが、ピュロスは戦闘を避けてターレスに撤退。
- カルタゴ軍の司令官マゴが140隻の船団を率いてローマを訪れ、支援を提案する。ローマ元老院はこれを拒否。
- マゴはピュロスを個人的に訪問し、和平の提案を行う。実際にはピュロスのシケリア侵攻の意図を探るためであった。
- ガイウス・ファブリキウス・ルスキニスが捕虜返還交渉のためピュロスを訪れる。ピュロスは停戦を提案するが、ファブリキウスにその権限がないと知り、身代金を要求せずに捕虜を開放した。[B]
- ピュロス、キネアスをローマに送り、平和と休戦の交渉を行わせる。
- 元老院は一旦は講和に傾くも、アッピウス・クラウディウス・カエクスがこれに反対、結果元老院は継戦に決定。
- キネアス、ピュロスのもとに戻り、ローマ軍の兵力はヘラクレアの戦いの際の2倍、さらに多くの予備兵を持つと伝える

紀元前279年
- ピュロス、アプリアに侵入し、ローマ軍と対峙。
- ピュロス、アスクルムの戦いでローマ軍に勝利するも損害甚大。
- カルタゴとローマ、同盟を結ぶ。
- ガイウス・ファブリキウス、ピュロスの医師が彼に毒を盛ろうとしていたことを知り、ピュロスにこれを知らせる。
- シケリアのギリシア人植民都市、ピュロスにカルタゴとの戦争を依頼。ピュロスこれを受諾。
- キネアス、再びローマを訪れ和平交渉を行うも、拒否される。
- ローマ・カルタゴ連合軍のレギオン遠征。奪還はならずも、ピュロスが船の建造のために用意していた木材を焼く。

紀元前278年-紀元前275年
- カルタゴ艦隊、シュラクサイを封鎖。
- ピュロス、イタリアを離れシケリアに向かう。
- ピュロス、カタナに上陸、陸路シュラクサイに向かう。カルタゴ艦隊、封鎖を解いて撤退。
- ソシストラトスとトエノン、シュラクサイをピュロスに渡す。ピュロスは両者を調停。
- 多くのシケリア・ギリシア都市がピュロスに援助を申し出る。
- ピュロス、以前にソシストラトスに属していたアクラガスおよび他の30の都市の支配権を得る。
- ピュロスがシケリアへ渡ると、執政官ガイウス・ファブリキウス・ルスキヌスがレギオンに派遣され、これを奪還。反乱兵はローマに送られ処刑される。
- ピュロス、シケリアのカルタゴ領への攻撃を開始。
- ピュロス、ヘラクレア・ミノア、アゾネス、エリュクス、パノルムスを占領。他のカルタゴ都市、カルタゴ支配下の都市も降伏。
- ピュロス、マメルティニに勝利。[C]
- ピュロス、カルタゴ最後の拠点であるリリュバイオンの攻撃城戦を開始。
- カルタゴ、交渉を開始。ピュロスはカルタゴにシケリア放棄を要求。
- 包囲2ヶ月の後、リリュバイオンの攻略を断念。
- ピュロス、アフリカのカルタゴ本土を侵略するための船団建設を決定。
- ピュロス、艦船の乗員確保のため、シケリアのギリシア都市に対して独裁的、強要的な態度で臨む。
- ピュロス、反逆罪でトエノンを処刑。その独裁的支配がシケリアのギリシア都市の反感を生む。
- シケリアのギリシア都市、ピュロスに反乱。いくつかの都市はカルタゴにつき、いくつはかマメリティニと協力。

紀元前275年
- ピュロス、ターレスとサムニウムから救援を願う書簡を受けとる。これを口実として、シケリアを離れイタリアに戻ることを決定。
- イタリアに向かう途中、嵐に遭遇。またメッシーナ海峡でカルタゴ海軍に攻撃される。[D][E]
- マメルティニ、イタリア本土でピュロスと戦う。戦象も含め多くの兵が戦死。ピュロスも負傷するが戦闘には勝利。[F]
- 執政官マニウス・クリウス・デンタトゥス、クロトンの部隊を追放し、街を占領。
- ロクリス、ローマ側につく
- ピュロス、ロクリスを略奪し、ペルセポネーの宝物も奪う。[F]
- ピュロスの船団、ロクリスを離れた後に嵐に遭遇。
- 執政官ルキウス・コルネリウス・レントゥルス・カウディヌスはルカニアと、同マニウス・クリウス・デンタトゥスはサムニウムと戦う。
- ローマ軍ベネウェントゥムの戦いでピュロスに勝利。
- ピュロス、イタリアを去る。ピュロス戦争終了。

A. ^  船団を率いていたのは、アッピアノスによると元執政官のプウリウス・コルネリウス・ドラベッラ、カッシウス・ディオによると執政官ガイウス・ファブリキウス・ルスキヌス、ゾナラスによると、ルキウス・ウァレリウス「提督」。
B. ^  カッシウス・ディオによるとキネアスはピュロスとファブリキウスの交渉以前にローマに派遣されたとし、プルタルコスはその後とする。
C. ^  マメルティニに派遣された使節に関してはプルタルコスのみが触れている。より詳細な記述をしているシケリアのディオドロスは、この件には触れていない。
D. ^  この戦闘はプルタルコスとアッピアノスが触れているが、ハリカルナッソスのディオニュシオスは記していない。
E. ^  ディオニュシオスによると、ピュロスはイタリアに向かう途中に嵐にあったとする。アッピアノスは嵐に遭遇したのはロクリス出帆後とする。
F. ^  アッピアノスとカッシウス・ディオはペルセポネーの宝物はロクリスで略奪されたとし、ディオニュシオスはシュラクサイの出来事とする。

## 参考資料
一次資料
- Appian, Roman History, Book 3, The Samnite Wars, Loeb Classical Library, Vol. 1, Books 1-8.1, Loeb, 1989; ISBN 978-0674990029
- Cassius Dio, Roman History, Vol 1, Books 1-11, (Loeb Classical Library), Loeb, 1989; ISBN 978-0674990364
- Dionysius of Halicarnassus, Roman Antiquities, Nabu Press, 2011; ISBN 978-1245561785
- Diodorus Siculus, Library of History, Loeb Classical Library Vol. 11, Books 21-32, Loeb, 1989; ISBN 978-0674994508
- Plutarch, Lives, Vol. 9, Demetrius and Antony. Pyrrhus and Gaius Marius (Loeb Classical Library), Loeb, 1920; ASIN B00E6TGQKO

二次資料
- Abbott. J., Pyrrhus, King of Epirus, A Biography. This was written in the nineteenth century. It had been published by CreateSpace Independent Publishing Platform, 2016; ISBN 978-1539758068
- Champion, J. Pyrrhus of Epirus, Pen & Sword Military, 2016; ISBN 978-1473886643
- Cowan, R., Roman Conquests: Italy, Pen & Sword Military, 2009; ISBN 978-1844159376
- Franke, P.R., Pyrrhus, in The Cambridge Ancient History, Volume 7, Part 2: The Rise of Rome to 220 BC, 1990; ASIN: B019NEM4E8
- Garoufalias, P., Pyrrhus, King of Epirus, Stacey International, 1978; ISBN 978-0905743134
- Grant, M., The History of Rome, Faber & Faber, 1986; ISBN 978-0571114610
- Merlis, M., Pyrrhus, Fourth Estate, 2008; ISBN 978-0007292219